# Parogulnius hypsigaster
Genre
Espèce
Parogulnius hypsigaster, unique représentant du genre Parogulnius, est une espèce d'araignées aranéomorphes de la famille des Theridiosomatidae.

## Distribution
Cette espèce est endémique d'Alabama aux États-Unis,. Elle a été découverte dans le comté de Tuscaloosa.

## Description
La femelle holotype mesure 0,9 mm.

## Publication originale
- Archer, 1953 : Studies in the orbweaving spiders (Argiopidae). 3. American Museum novitates, no 1622, p. 1-27 (texte intégral).